# Massamagrell
Massamagrell (em valenciano e oficialmente) ou Masamagrell (em castelhano) é um município da Espanha na província de Valência, Comunidade Valenciana. Tem 6,2 km² de área e em 2021 tinha 16 132 habitantes (densidade: 2 601,9 hab./km²).

## Demografia
| Variação demográfica do município entre 1991 e 2004 | Variação demográfica do município entre 1991 e 2004 | Variação demográfica do município entre 1991 e 2004 | Variação demográfica do município entre 1991 e 2004 |
| --------------------------------------------------- | --------------------------------------------------- | --------------------------------------------------- | --------------------------------------------------- |
| 1991                                                | 1996                                                | 2001                                                | 2004                                                |
| 12176                                               | 12283                                               | 13131                                               | 13826                                               |